# كشافة ومرشدات ليختنشتاين
كشافة ومرشدات ليختنشتاين هي الكشافة الوطنية والتوجيهية في ليختنشتاين. الكشفية في ليشتنشتاين بدأت في عام 1931، وتليها الإرشادية في عام 1932. أصبحت عضوا في المنظمة العالمية للحركة الكشفية عام 1933، والمرشدات انضمت إلى الرابطة العالمية للمرشدات وفتيات الكشافة عام 1952. وفي عام 1989 اندمجت المنظمتين وشكلت كشافة ومرشدات ليختنشتاين الحالية . و لديها نحو 1100 عضوا من كلا الجنسين، والتي نظمت في عشرة جنود (799 كشاف و 312 مرشدة ).

## روابط خارجية
- الموقع الرسمي (بالألمانية)